# Sommerach
Sommerach er en kommune i Landkreis Kitzingen i Regierungsbezirk Unterfranken, i den tyske delstat Bayern. Den er en del af Verwaltungsgemeinschaft Volkach.

## Geografi
Sommerach ligger på den sydlige Mainsløjfe på Weininsel mellem Nordheim am Main og Schwarzach am Main.